# 芝加哥城市鐵路
芝加哥城市鐵路（Metropolitan Rail，又稱Metra）是伊利诺伊地区交通局（RTA）所屬通勤鐵路網，擔負大芝加哥都會圈地區的通勤鐵路客運業務。Metra共有11條線路，243個車站，是全美第二繁忙的區域鐵路系統。 其客流以每年1.6%的比例增長，2011年年均乘客共8270萬人次。
十九世紀後期，芝加哥地區就已經建成綿密的鐵路網並有眾多通勤列車運行。20世紀中後期，美國鐵路運輸持續衰退，不少鐵路公司瀕臨破產。而芝加哥市內公共運輸壓力仍然存在。出於公共服務考慮，伊利諾州議會主導成立了RTA，以及其下屬Metra。Metra和各私營鐵路公司簽訂合約，Metra擁有車輛和車站的所有權，並在各公司線路上運行。此外，部分私營鐵路公司亦經營少量線路，掛靠在Metra系統下。自1984年成立以來，Metra已斥資50億美元用以改善運輸條件。

## 歷史

### 早期芝加哥通勤鐵路
自19世紀起，芝加哥就成為美國中部地區鐵路運輸的中心，多個鐵路公司將線路修築到市區並形成了綿密放射狀鐵路網。同時，芝加哥的鐵路工業也相當發達，成為機車，客車和火車的主要生產地。各貨運鐵路公司也同時提供客運區域通勤服務。
1930年代，芝加哥已擁有世界上最龐大的公共交通系統。但區域鐵路系統自1960年代中期起逐漸萎縮。至1970年中期，芝加哥通勤鐵路的提供商：伯靈頓北方鐵路、密爾沃基鐵路、芝加哥和西北鐵路和伊利諾中央鐵路均面臨入不敷出的窘境。客車設備也不斷老化而無錢進行更新，甚至還在使用1920年代建造的客車設備。

### RTA成立
為了提高公共運輸的質量和品質。伊利諾州議會在1974年成立地區交通局（Regional Transportation Authority, RTA） ，以投資並管理芝加哥地區的區域公共交通系統。RTA成立後，各通勤鐵路仍使用原設備，直至1976年，EMD F40PH機車開始替換老式設施。F40PH機車至今仍在Metra線上行駛。
RTA在十年不到的時間裡，就深陷一系列的經濟危機。1983年，伊利諾州議會改組RTA，並將芝加哥地區全部巴士系統、捷運與區域鐵路系統都交付給該單位管理。該單位也同時負責制訂服務等級和票價、線路規劃、預算編制等事務。

### Metra整合

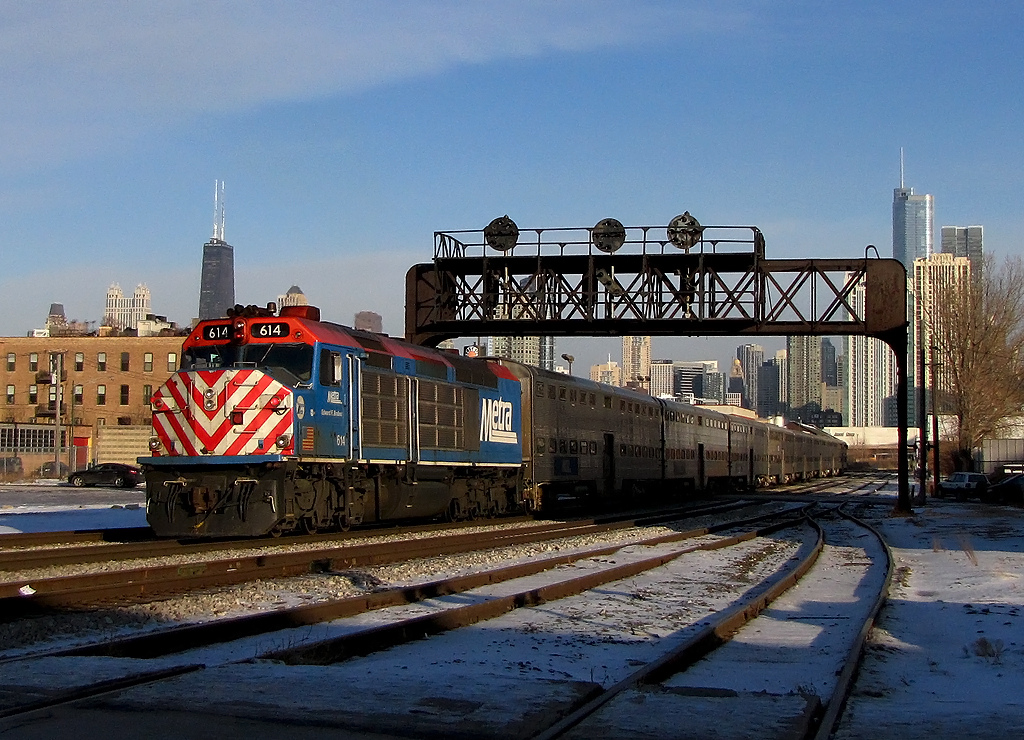
Metra 614位於芝加哥市區

由於RTA權限較廣，通勤鐵路委員會（Commuter Rail Service Board）在1984年決定將區域鐵路系統重新命名為「Metra」。Metra將負責管理整合RTA下所有通勤鐵路線路。同時，“東北伊利諾伊區域通勤鐵路集團公司”（Northeast Illinois Regional Commuter Railroad Corporation）成立，由Metra管轄，並負責經營Metra所擁有的路軌和7條線路。同時、Metra和聯合太平洋鐵路、BNSF鐵路簽訂合同，由Metra提供車輛和大部份車站，後者提供路軌並負責運營其餘四條線路，並掛靠在Metra名下。

### 業務擴張和醜聞
20世紀末至21世紀初，Metra的業務回升，並開設若干新線和新車站。北方中心服務線於1996年新開設。2006年又對原有舊線進行延伸並增加中間站：聯合太平洋西線從日內瓦站延伸到厄爾波恩站，西南服務線從奧蘭德公園站延伸至曼哈頓站。2010年統計數據表明平均正點率為95%，客流量為歷史第四，雖然該年芝加哥市内工作總量略有下降。
雖然在商業上的成功，但是此時的Metra也深陷一系列的貪腐醜聞中。2010年5月，Metra首席執行官费尔‧帕格诺（Phil Pagano）被查出非法接受56,000美元津貼和475,000美元的休假福利金。2010年5月7日，帕格诺在Metra線上臥軌自殺。此後不久，又有披露某Metra員工向電影《危機解密》（Source Code）攝製組索取2000美元賄賂，該攝製組曾使用Metra設施用於拍攝，該員工隨即被解職。
雖然深陷一系列經濟醜聞，Metra依然銳意進取改善芝加哥都會區的交通狀況。Metra成立30年來，共投資50億美元用於整修路軌，購買和翻新車輛，維護與新建車站，並對信號系統和附屬設施現代化改造。 同時，Metra計劃在未來增加兩條新線：西南服務線和郊區轉運線 (又稱星線, STAR Line, 將成為唯一一條不經過市區四大總站的線路)。

## 營運線路

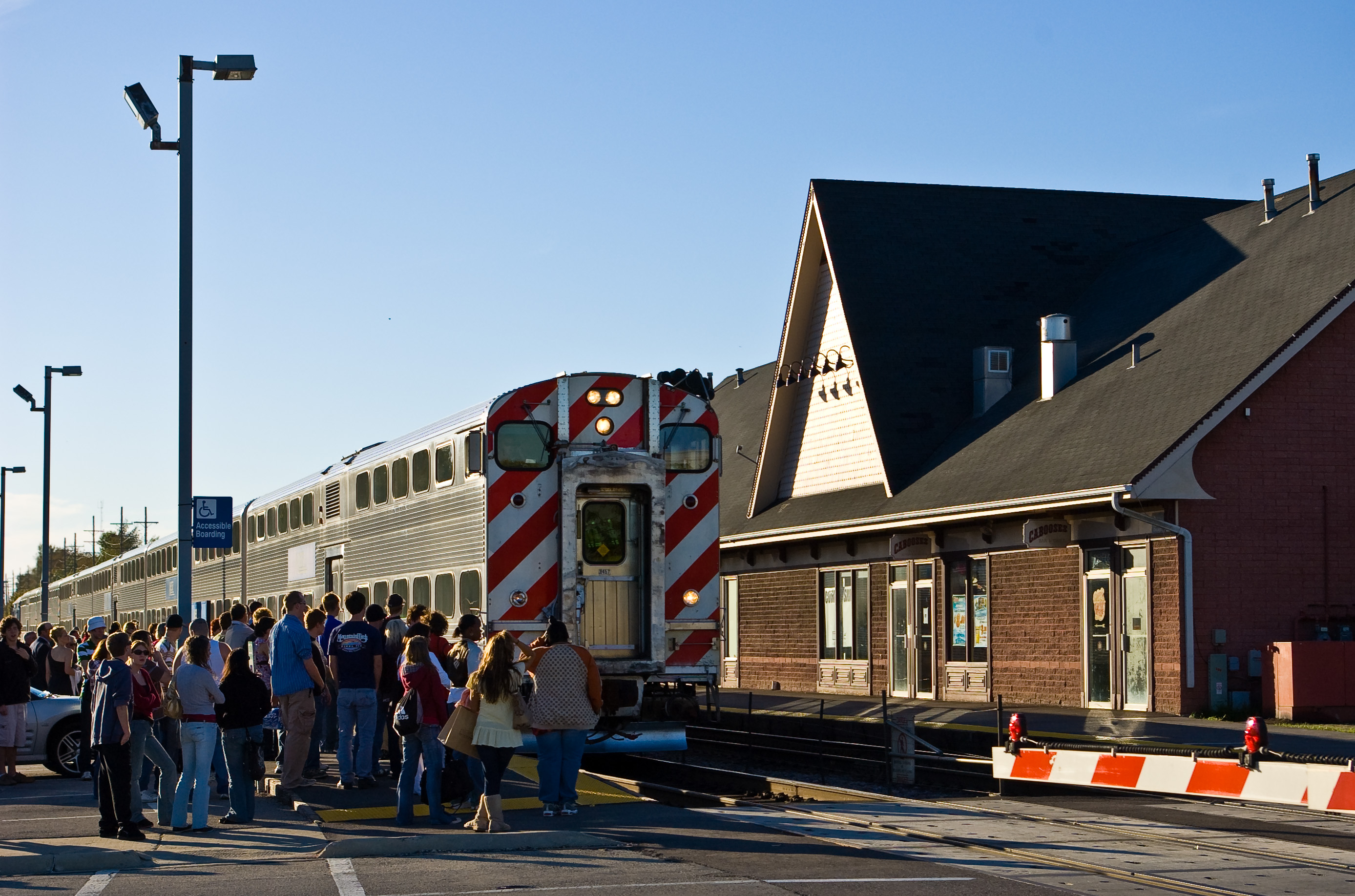
停靠在日內瓦車站的Metra列車和乘客

### Metra車站
Metra車站遍佈芝加哥市區及市郊，每個車站均有標識牌指示“前往”或“離開”市區的方向，以方便乘客轉乘。此外，雖然通勤鐵路主要目的是服務於市區和市郊間的人流。但在市區也擁有多個停靠站以便於市内乘客的出行。
Metra在盧普區附近有四大總站：聯合車站，奧格爾維中心車站 (原西北車站)，拉塞爾街車站和千禧車站 (原朗道夫街車站)。各總站距離較近，轉乘十分便利。 目前Metra主要服務於通勤人群，遊客，逆向通勤者 (居住在市區，工作於市郊) 以及活動及體育賽事造成的人流。

### 線路

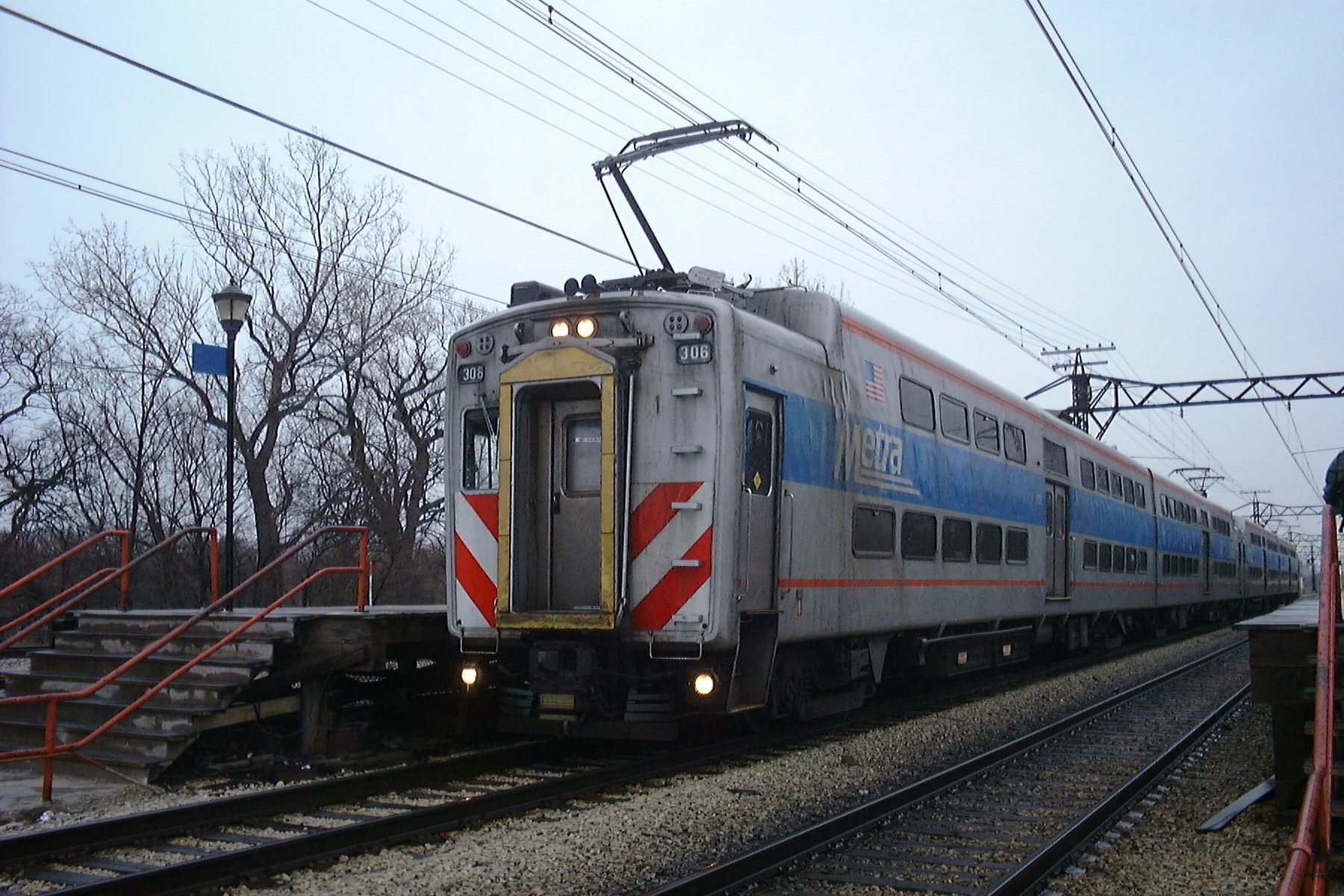
雙層電鐵停靠在59街站

目前Metra共有11條線路，其中四條為私營鐵路公司運營。BNSF鐵路運營BNSF線，聯合太平洋鐵路運營聯合太平洋北線，西線和西北線。其餘線路由東北伊利諾伊區域通勤鐵路集團公司 (NIRC)運營。

█ BNSF線
此線為Metra最繁忙的線路。從聯合車站開往伊利諾伊州第二大城市奥罗拉，全長37.5英里 (60公里)，共26座車站，服務於芝加哥西區。2010年工作日日均客流量為64,600人次。
本線好萊塢站位於布魯克菲爾德動物園附近。
█ 文物走廊線
此線從聯合車站開往喬利埃特聯合車站 (同岩島線，但本線相較岩島線偏西)，全長37.2英里 (60公里)，共6座車站，服務於芝加哥西南區，2010年工作日日均流量為2,600人次。
█ Metra電鐵線
Metra電鐵線為自千禧車站始發，沿密歇根湖岸至93街南芝加哥德線路。該線擁有兩個區間分支通往大學城和綠島。共計40.6英里 (65公里)，49座車站，服務於芝加哥南區。2010年工作日日均客流量為36,200人次。本線和服務於芝加哥及北印第安納州的另一通勤鐵路南岸線在芝加哥市區共線。
全線使用電聯車，並經由市内一系列重要景區：博物館區，謝德水族館 (Shedd Aquarium)，軍人體育場，阿德爾天文館，麥考密克會議中心，芝加哥大學，羅比之家，科學技術博物館，杜薩布勒非裔美國人博物館。
█ 密爾沃基北線:
本線從聯合車站開往福克斯湖，全長49.5英里 (80公里)，共22座車站，服務於芝加哥北區。 2010年工作日日均客流量為23,500人次。
█ 密爾沃基西線
本線從聯合車站開往埃爾金巨木街站，尖峰時刻在埃爾金站折返。全線長39.8英里 (64公里)，服務於芝加哥西區。2010年工作日日均客流量為22,300人次。 
█ 北方中心服務線
本線從聯合車站開往威斯康辛州邊境安蒂奧克，全長39.8英里 (64公里)，共18座車站，服務於芝加哥北區及西北區。2010年工作日日均客流量為5,400人次。
本線在奧黑爾機場站可以轉車前往奧黑爾國際機場。
█ 岩島線
本線得名於原運營商“岩島鐵路”，從拉塞爾街車站開往喬利艾特聯合車站 (和文物走廊線相同，但本線位置偏東)，全長46.8英里 (75公里)，共26座車站，服務於芝加哥西南區和南區。2010年工作日日均客流量為30,500人次。
由本線可以前往伊利諾理工學院，芝加哥白襪的主場美國美國行動通訊球場。
█ 西南服務線
本線從聯合車站開往曼哈頓車站，全長40.8英里 (66公里)，共13座車站，服務於芝加哥西南區。2010年工作日日均客流量為9,500人次。
█ 联合太平洋北线
本線由奧格爾維中心車站開往威斯康辛州基諾沙，全長51.6英里 (83公里)，共27座車站。 2010年工作日日均客流量為36,400人次。
由本線可以前往西北大學，拉維尼亞音樂節公園以及芝加哥植物園。
█ 联合太平洋西北线
本線為最長的Metra線路，服務於芝加哥西北區。由奧格爾維中心車站開往哈弗站或麥克亨利站，全長70.5英里 (113公里)，共23座車站。2010年工作日日均客流量為40,900人次。
由本線可前往阿靈頓公園。
█ 联合太平洋西线
本線由奧格爾維中心車站開往厄爾波恩站，服務於芝加哥西區，全長43.6英里 (70公里)，共19座車站。2010年工作日日均客流量為29,400人次。
由本線可以前往北伊利诺伊大學。

### 交通接駁
芝加哥交通特點是多系統，網絡化，對私人交通工具依賴較少。郊區Metra各車站常擁有停車場以方便上班通勤人員停車。停車資費由市政當局決定，但大部份停車場在週末和節假日免費開放。無論是市區還是郊區，都有多條CTA巴士或佩斯巴士接駁，持月票者可以方便進行換乘。此外，聯合車站亦始發多條長途列車線路。
Metra亦可方便轉運芝加哥捷運的地鐵列車。始發的四大總站位於盧普區內或邊緣，可經步行前往附近捷運車站。此外部分車站也提供同站換乘。 捷運列車亦會提示某站可前往Metra總站。 在聯合車站，Metra可轉乘美國國鐵長途列車前往美國各地。  聯合車站北月台北口亦可直接通向奧格爾維中心車站。

## 售票系統和里程率
Metra使用一種獨特的票價計算法，每一個車站都位於一個字母標示的區域中。從市區的總站開始編號 (A區)，每隔5英里 (8公里)增加一級。車票根據行程跨越的級數確定。因此可能出現某條線路較近車站和較遠車站票價相同的情況。

### 車票
目前Metra車票有以下幾種類別：
- 單程票僅用於確定的兩個車站之間單程使用，“往返票”價格等於單程票兩倍。單程票可在售票窗口購買，在招呼站上車的乘客亦可向車長購買。在有售票窗口車站若未購票上車，並向車長購票，則需加收3美元手續費。[17]
- 十程票有效期為一年，可用於在兩個特定的區域內乘坐10人次 (不限人數) 的Metra列車。十程票可在售票窗口，郵購或Metra官網上購買。[17]
- 週末票持有者可在某一周的週六週日 (常包括法定節假日)無限次乘坐Metra列車。週末票可在售票窗口，列車車長出購買，不需手續費。2019年週末票票價為10美元。[17]
- 月票持有者可在該月無限次乘坐特定兩區之內的所有Metra列車無限次。月票可在售票窗口，郵購或Metra官網上購買。月票持有者也可購買佩斯巴士的月票，以無限次乘坐。CTA亦提供月票以無限制乘坐佩斯巴士，CTA巴士，並在特定時段 (常為尖峰時刻)無限期乘坐地鐵。若月票持有者需乘車至限定區間外，則必須向車長加購差價票。差價票價為首個差價區1美元，其次每新增一個區間增加50美分。差價票不加收手續費。[17]

### 折扣計劃
Metra對特殊人群常有優惠票價。中小學校學生，兒童，老年人，美國軍人以及殘疾人亦可享受優惠票價。票價折扣時段和區間由RTA決定。

## 安全性

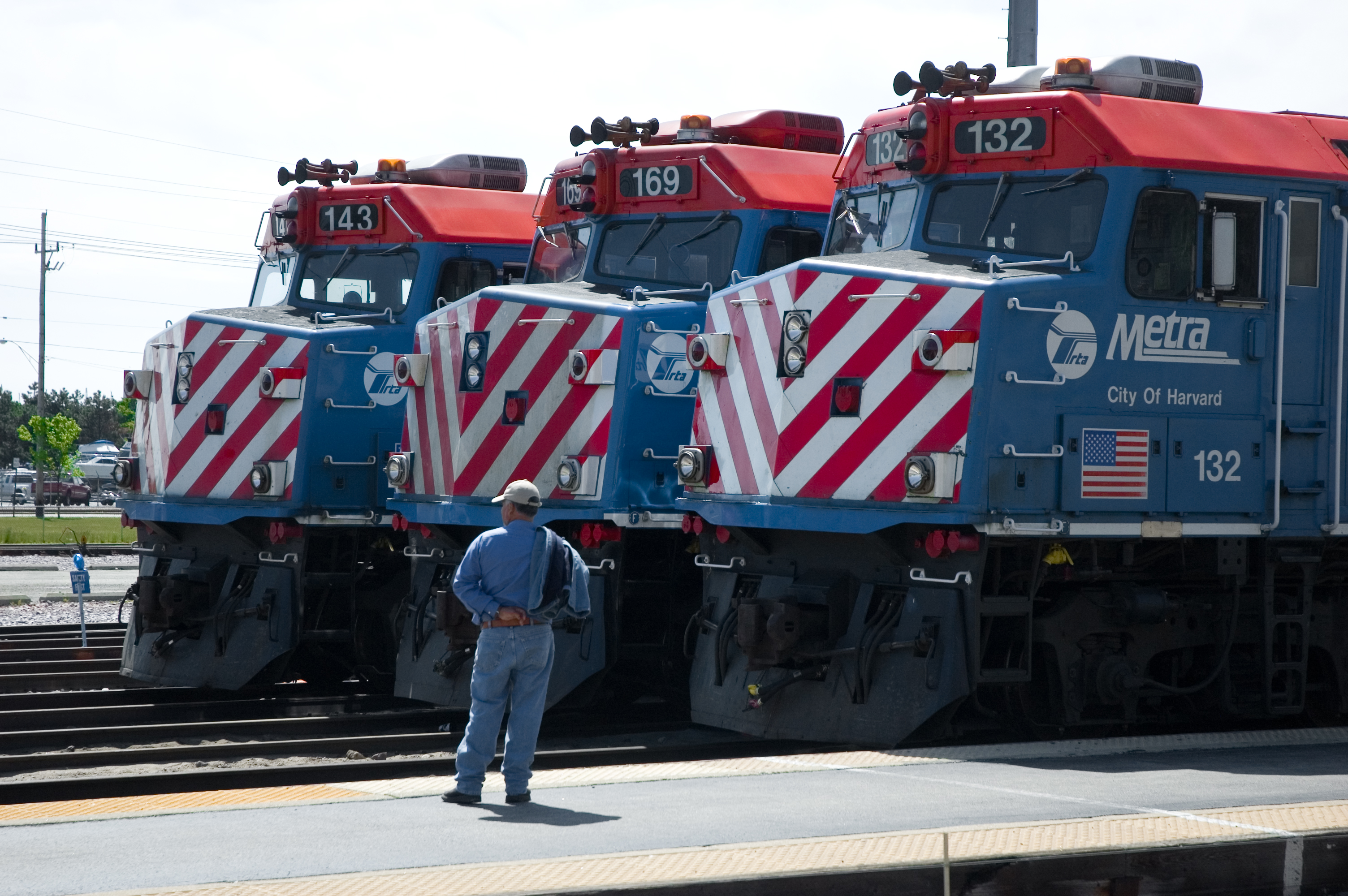
Metra F40PH型機車位於沃基根站

Metra日常安全由Metra雇員，Metra路警和當地公共安全部門共同負責，以確保線上和線下的安全。雖然鐵路運輸是各種地面交通工具中安全係數最高的， 但若違反Metra安全措施仍會導致事故。常見事故有行人傷亡，臥軌自殺，和機動車輛相撞，脫軌及其他事故，並造成財產損失，列車晚點，人員傷亡等。

### 執法機構
和美國大部份鐵路公司一樣，Metra也擁有自己的獨立執法機構：Metra路警 (Metra Police Department)。路警負責保衛乘客員工生命其財產安全。 目前路警共有100多名警官，負責沿線鐵路路線和各大車站，車輛的安全保衛工作。Metra路警經過“全國事故應對系統 (National Incident Management System)”認證，在鐵路事故發生時承擔快速反應之責。  同時，路警還和芝加哥警察局進行合作，並作為“芝加哥替代治安維持政策 (Chicago Alternative Policing Strategy)”的積極合作者參與其中。 截至目前為止，僅有一名警官在任務中殉職。

### 鐵路安全
Metra鐵路安全和諸多因素密切相關，包括緊急預案和大眾宣傳，月台設置，平交道口信號及欄杆，機車鳴笛等措施能起到警示行人車輛的作用。除此之外，Metra也通過各種警示牌和標語來提醒民眾小心火車。Metra也通過Operation Lifesaver計劃來宣傳鐵路安全信息。Metra也常常至學校，向學童普及鐵路安全知識，在車站組織“安全知識海報大賽”等活動，並給予獲奬者月票獎勵。
Metra數度榮獲全美職員安全E. H.哈里曼獎。最近一次獲獎是在2005年，榮獲B類 (幹線鐵路運輸，年工時4至5百萬)銅獎。此前，Metra曾於2002年獲得銀獎，2003年和2004年獲得金獎。 

### 事故

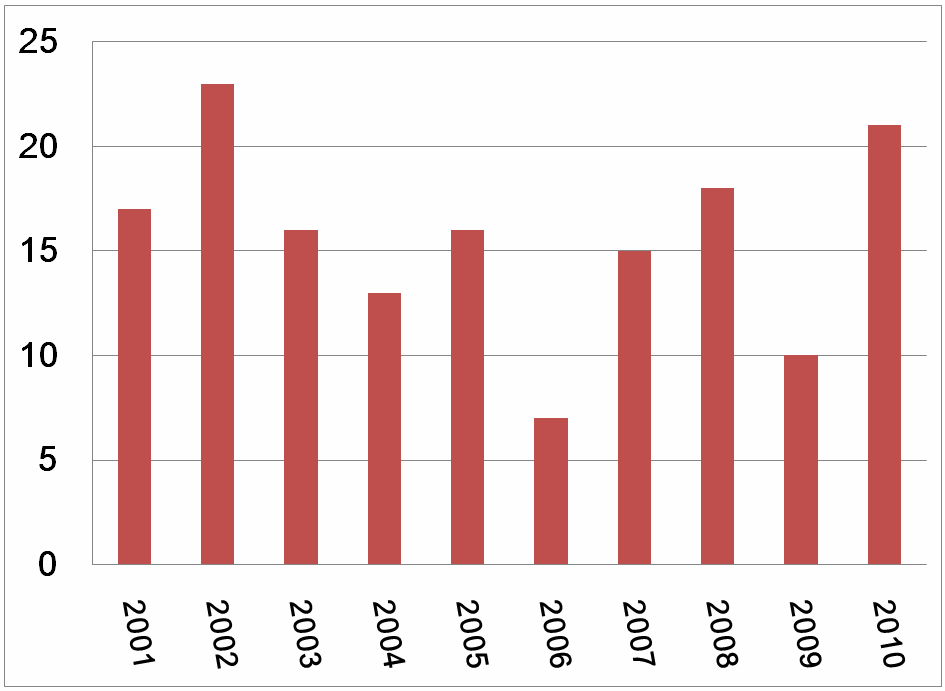
Metra死亡事故: 柱狀圖顯示每年Metra相關死亡人數

2001年至2010年Metra發生的事故中，共有156名乘客及路外人員死亡，平均每年約15人死亡。死亡人數最多的一年為2002年，共有23人死亡，其次為2010年，共21人死亡。大部份傷亡事故為行人或機動車輛搶越平交道口所致。有四名乘客在事故中死亡。
芝加哥通勤鐵路史上最重大的事故為1972芝加哥通勤鐵路事故，此時Metra尚未成立。1972年10月30日，伊利諾伊中央海灣鐵路416次通勤列車和同公司720次特快列車在電鐵線27街車站相撞，造成45人死亡，322人受傷。 Metra最嚴重的事故發生於1995年的福克斯河樹林 (Fox River Grove)，聯合太平洋西北線和校車在道口發生碰撞，造成7名高中生死亡，21人受傷。
除了事故造成的損失外，Metra亦常常面對因安全問題引發的法律糾紛。 法律糾紛的結果不僅带来带来讼费的开支，也對改善安全措施起到了一定的经济诱因。

## 車體塗裝
Metra客車並無特殊塗裝，保留列車車體材質的鋁合金色。在列車中部有藍色色帶，並在其上有“Metra”的字樣。Metra早期機車採用藍身橙定的塗裝，並在車身側面噴塗白色"Metra”字樣，型號不同稍有差異。 MP36PH-3S機車為藍身白頂噴塗，車身藍色部分從前往後逐漸加深，並在藍白交匯漸變成黑色色帶，橙紅橙色帶位於藍白交匯處。 1972年芝加哥通勤鐵路事故後，所有帶司機室端車，電聯車首尾車，機車正面和機鼻均噴塗紅白斜線色帶，以做警示。

## 使用車輛
Metra主要使用柴油機車推來牽引客車操作。部分電氣化鐵路區間使用電聯車。

### 機車

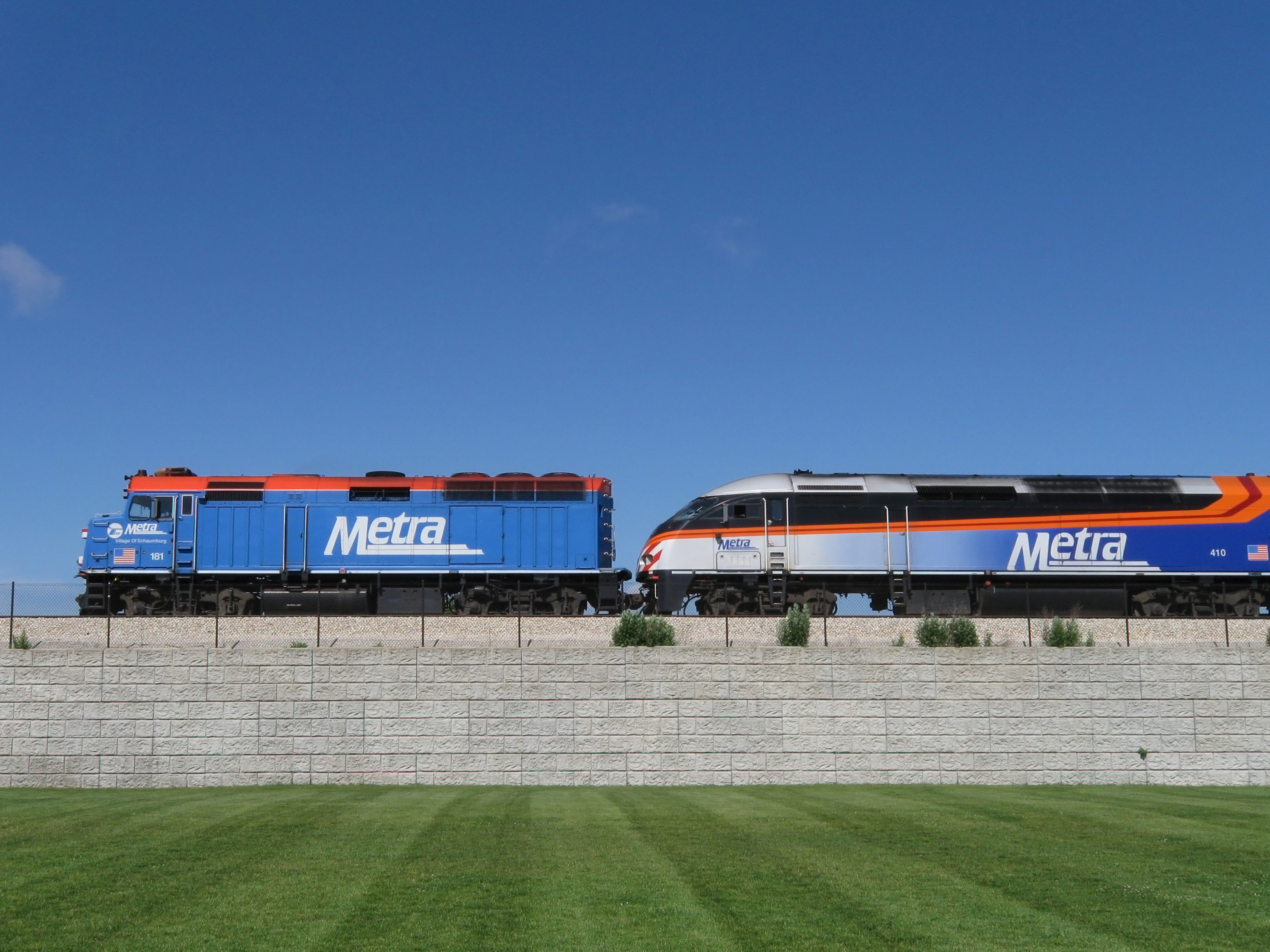
Metra使用的EMD F40PH機車#181 和 MPI MP36PH-3S機車#410相連接

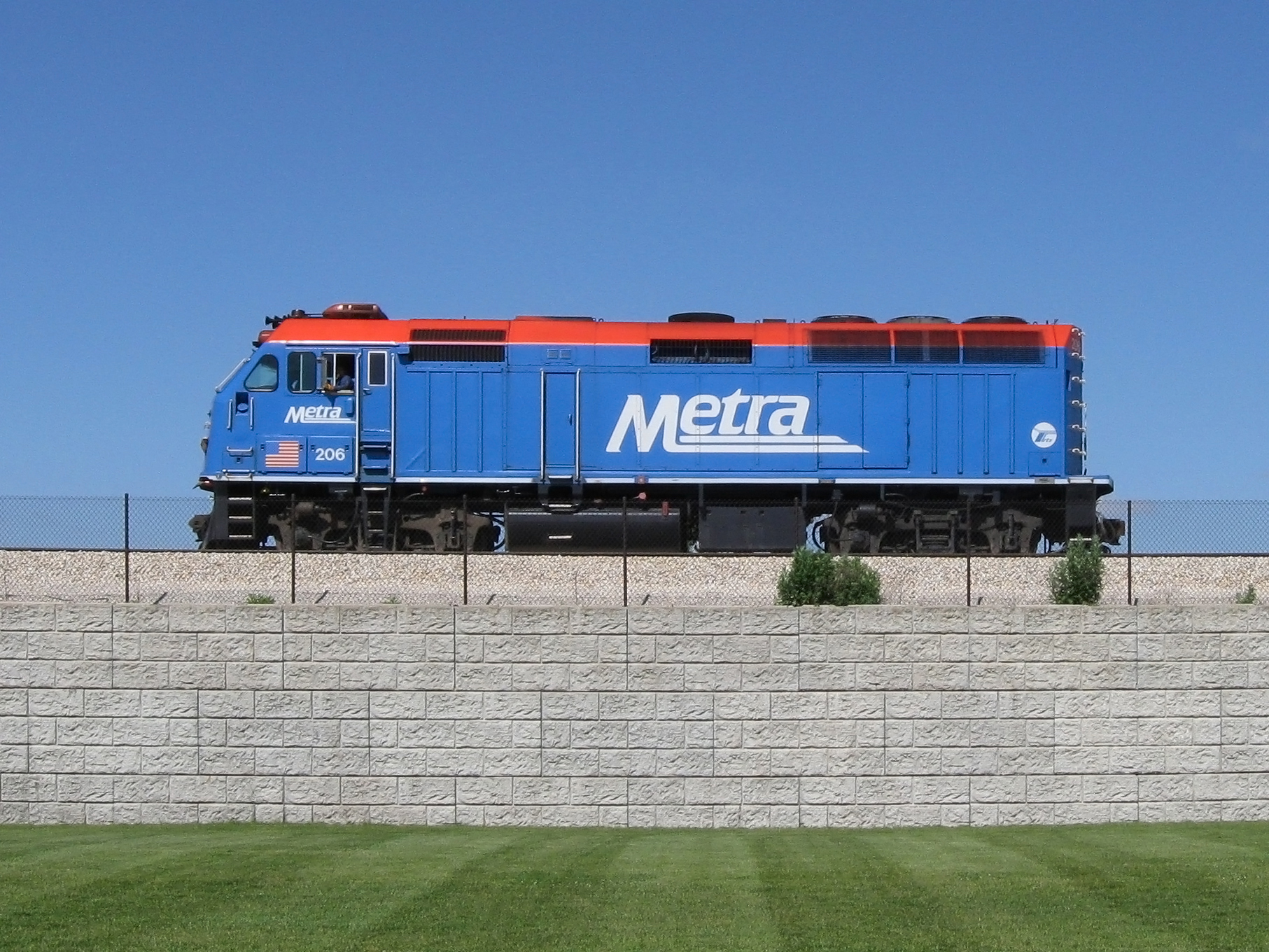
Metra使用的EMD F40PHM-2機車 #206

服役於Metra的柴油機車有：
| 編號              | 型號          | 製造年代  | 使用                                                       | 現狀                                                                   |
| ----------------- | ------------- | --------- | ---------------------------------------------------------- | ---------------------------------------------------------------------- |
| 100–127           | EMD F40PH-3   | 1976–1977 | 所有柴油車線路                                             | 使用中, 在2008-2011升級至F40PH-3型                                     |
| 128–184           | EMD F40PH-2   | 1979–1989 | 所有柴油車線路, UP線常見                                   | 使用中, 部分機車正在進行F40PH-3升級改裝                                |
| 185–214           | EMD F40PHM-2  | 1991–1992 | 除UP線外所有柴油車線路。F40PHM-2s是F40PH系列中最後一個型號 | 使用中                                                                 |
| 215-216           | EMD F40PH-3   | 1977–1981 | 所有柴油車線路                                             | 使用中。原為田納西中央鐵路博物館車輛，曾服役於美鐵。重新整修後投入使用 |
| 401–427           | MPI MP36PH-3S | 2003–2004 | BNSF線, RI線, 密爾沃基北線, 密爾沃基西線和北方中央服務線   | 使用中                                                                 |
| 305, 308          | EMD F7        | 1949      | 所有柴油車線路                                             | 退役, 收藏於伊利諾伊鐵路博物館                                         |
| 514–516, 518, 521 | EMD E8        | 1951–1953 | 所有柴油車線路                                             | 退役                                                                   |
| 600–614           | EMD F40C      | 1974      | 611 & 614 密爾沃基線                                       | 600-610, 612-613 退役, 611-614 使用中,                                 |
| 1–2               | EMD SW1       | 1939      | RI, Metra電化區段                                          |                                                                        |
| 3                 | EMD SW1200    |           | 密爾沃基西線, 密爾沃基北線                                 |                                                                        |
| 4–8               | EMD SW1500    |           | RI, 密爾沃基西線, 密爾沃基北線, Metra電化區段              |                                                                        |

### 客車

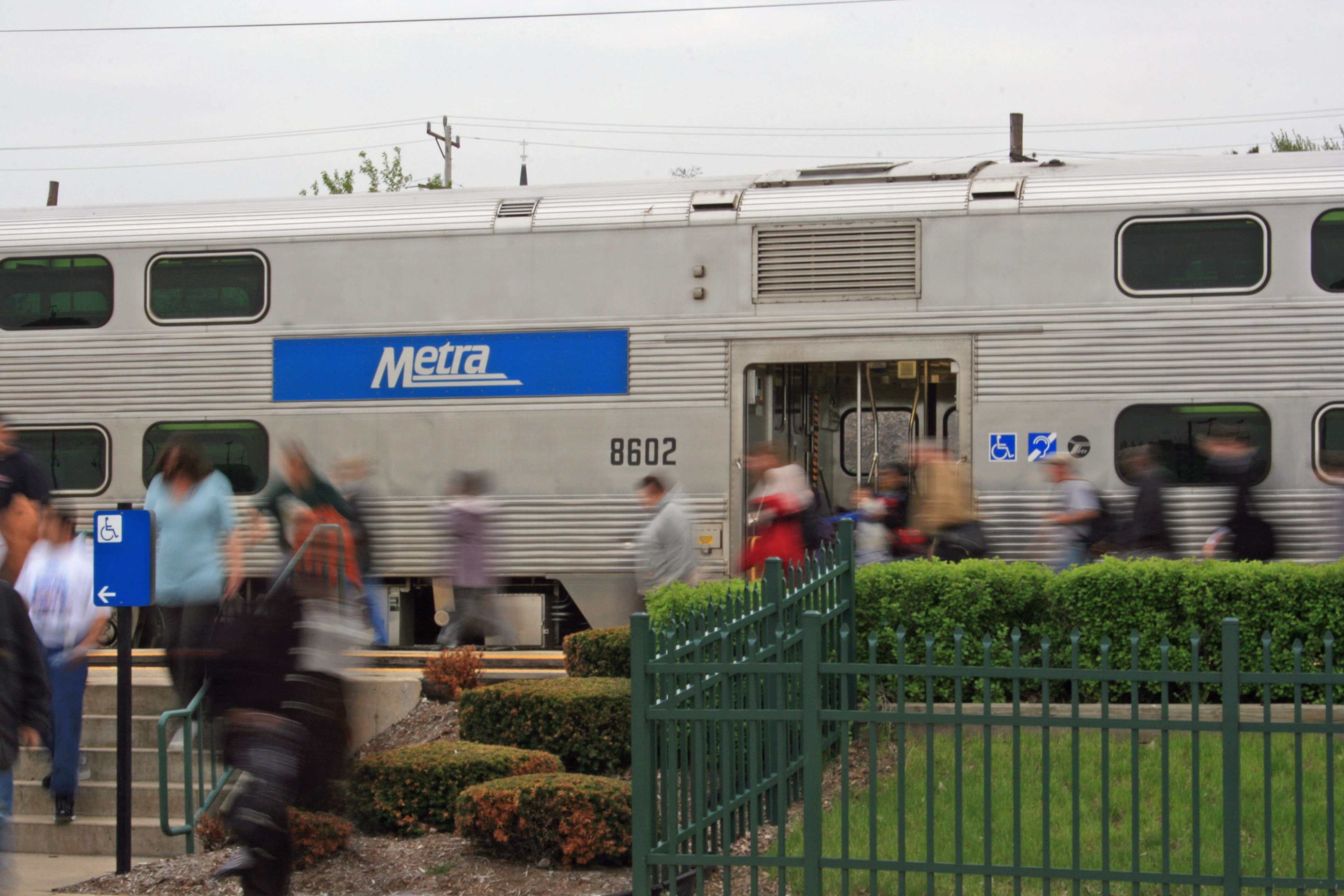
日本車輛製造株式會社2000年左右生產雙層客車

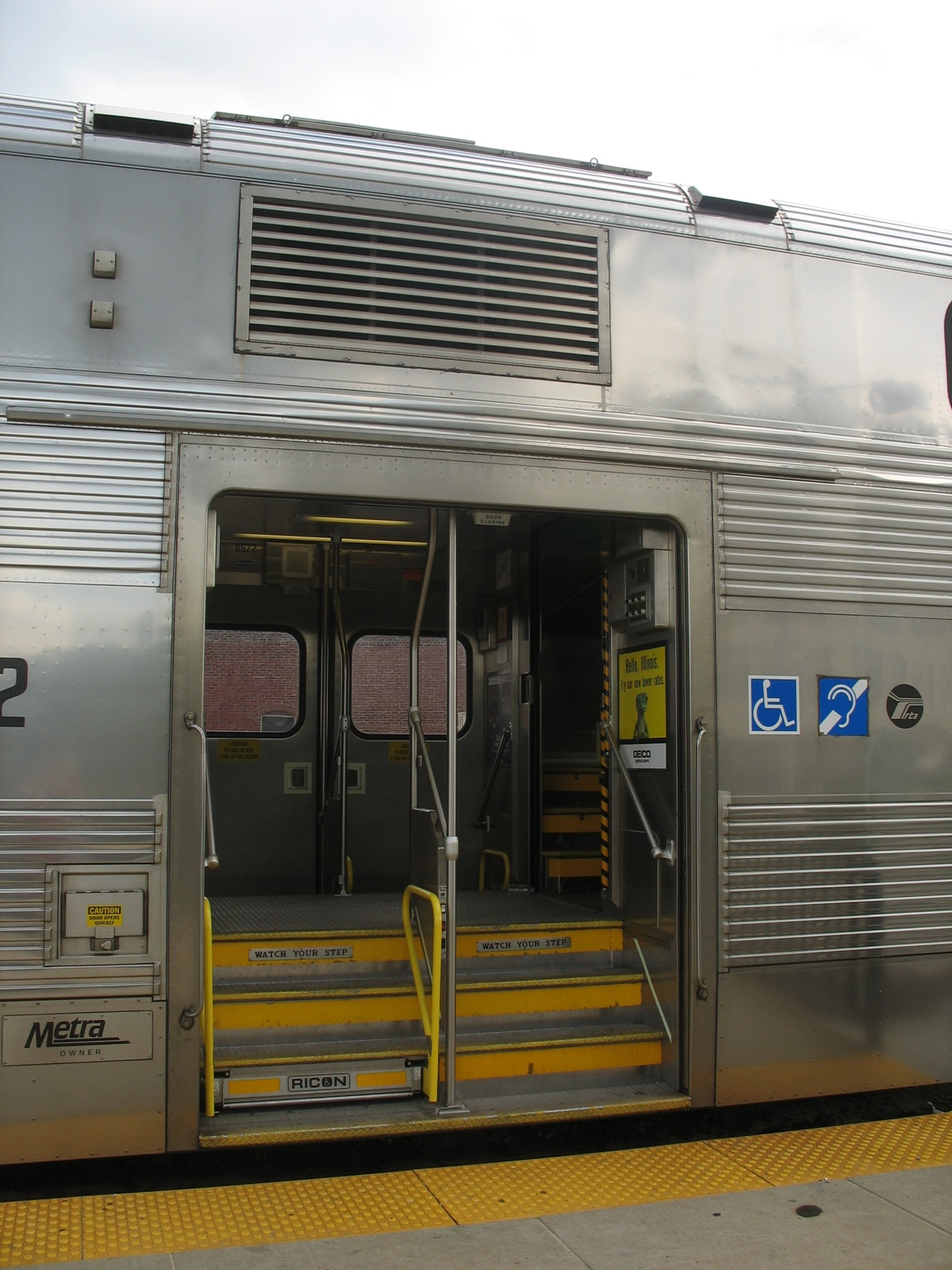
Metra使用的雙層客車及車門

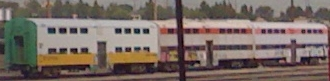
Metra/西北鐵路曾使用雙層客車，在猶他州等待被拆除

| 數量      | 種類             | 原使用單位   | 製造年代  | 製造商                 | 現狀   |
| --------- | ---------------- | ------------ | --------- | ---------------------- | ------ |
| 740–820   | 座席             | 伯靈頓鐵路   | 1950–1973 | 巴德公司               | 使用中 |
| 7100–7121 | 座席             | 伯靈頓鐵路   | 1977–1978 | 巴德公司               | 使用中 |
| 6001–6192 | 座席             | Metra        | 2002–2005 | 日本車輛製造株式會社   | 使用中 |
| 7200–7382 | 座席             | 密爾沃基鐵路 | 1961–1980 | 巴德公司               | 使用中 |
| 7400–7497 | 座席             | Metra        | 1996–1998 | Amerail                | 使用中 |
| 8200–8238 | 帶駕駛室座車     | 密爾沃基鐵路 | 1961–1974 | 巴德公司               | 使用中 |
| 8239–8275 | 帶駕駛室座車     | RTA          | 1978–1980 | 巴德公司               | 使用中 |
| 8400–8413 | 帶駕駛室座車     | Metra        | 1994–1995 | Morrison-Knudsen       | 使用中 |
| 8414–8478 | 帶駕駛室座車     | Metra        | 1995–1998 | Amerail                | 使用中 |
| 8501–8608 | 帶駕駛室座車     | Metra        | 2002–2005 | 日本車輛製造株式會社   | 使用中 |
| 7700–7866 | 座席             | 西北鐵路     | 1960–1970 | 普爾曼                 | 使用中 |
| 553       | 俱樂部車         | 西北鐵路     | 1949      | 美國車輛生產公司 (ACF) | 使用中 |
| 555       | 俱樂部車         | 西北鐵路     | 1949      | ACF                    | 退役   |
| 7600–7613 | 座席             | 西北鐵路     | 1955      | 聖路易斯車輛廠         | 退役   |
| 7650–7681 | 座席             | 西北鐵路     | 1956      | 普爾曼                 | 退役   |
| 7867–7871 | 座席             | 岩島鐵路     | 1970      | 聖路易斯車輛廠         | 退役   |
| 7880      | 座席             | 西北鐵路     | 1958      | 普爾曼                 | 退役   |
| 7881–7885 | 座席             | 岩島鐵路     | 1970      | 普爾曼                 | 退役   |
| 7900–7901 | 餐車（Club Car） | 西北鐵路     | 1955      | 聖路易斯車輛廠         | 退役   |
| 8700–8763 | 帶駕駛室座車     | 西北鐵路     | 1960–1968 | 普爾曼                 | 退役   |

### 私人客車俱樂部
| 編號 | 型號         | 原使用單位 | 製造年代 | 製造商 | 現狀   |
| ---- | ------------ | ---------- | -------- | ------ | ------ |
| 553  | 私人鐵路車廂 | 西北鐵路   | 1949     | ACF    | 使用中 |
| 555  | 私人鐵路車廂 | 西北鐵路   | 1949     | ACF    | 退役   |

### Metra電鐵
| 編號      | 種類        | 原使用單位       | 製造年代  | 製造商               |
| --------- | ----------- | ---------------- | --------- | -------------------- |
| N/A       | 電聯車 (MU) | Metra            | 2012      | 住友集团             |
| 1201–1226 | 電聯車 (MU) | Metra            | 2005      | 日本車輛製造株式會社 |
| 1501–1630 | 電聯車 (MU) | 伊利諾伊中央鐵路 | 1971–1972 | 聖路易斯車輛廠       |
| 1631–1666 | 電聯車 (MU) | 伊利諾伊中央鐵路 | 1978–1979 | 龐巴迪               |

## 流行文化
Metra曾被2011年上映的美國電影《啟動原始碼》（Source Code）當作拍攝場景。但在影片中所有與「Metra」之名相關的字樣全都被遮蓋，並以虛構的鐵路公司名「芝加哥通勤鐵路」（Chicago Commuter Rail，縮寫為CCR）取而代之。

## 外部連結
- Metra （页面存档备份，存于） 官方網站
- Metra Connects （页面存档备份，存于） 芝加哥城市鐵路服務網站
- Regional Transportation Authority （页面存档备份，存于） RTA官方網站